# Tabaré (1917)
Tabaré ist ein mexikanischer Film der Filmregisseure Luis Lazema und Juan Canals de Homs aus dem Jahr 1917. Der Stummfilm ist ein Historienfilm und Melodrama. Der halbspanische Indianer-Fürst Tabaré wird von den Spaniern während der Eroberung des heutigen Uruguays gefangen genommen. Er verliebt sich in Blanca, die die Tochter eines der Eroberer, Gonzalo, ist. Als die Stadt überfallen wird, wird Blanca entführt. Tabaré macht sich auf, sie zu retten. Er kann sie zwar retten, wird aber von Gonzalo getötet, da dieser Tabaré für einen der Entführer hält.
Tabaré wurde von Mexico Films produziert. Der Film basiert auf dem epischen Gedicht „Tabaré“ von Juan Zorrilla de San Martín. 1946 drehte Luis Lazema eine Neuverfilmung unter demselben Titel, bei der erneut Ezequiel Carrasco für die Kameraführung verantwortlich zeichnete.